# Benji Madden
Benjamin Levi Madden (született: Benjamin Levi Combs) (Waldorf, Maryland, 1979. március 11. –) a Good Charlotte amerikai együttes gitárosa és vokalistája.

## Korai évek
Benji középosztálybeli ír-amerikai családban született a marylandi Waldorfban. Van egy egypetéjű ikertestvére – Joel Madden –, aki szintén a Good Charlotte tagja. Van még egy bátyja: Josh és egy húga: Sarah. Középiskolai éveit a La Plata High Schoolban töltötte, a marylandi La Platában. Amikor 15 éves volt, az apjuk elhagyta a családot, amivel elég nagy pénzügyi nehézségeket okozott a négy gyermekét egyedül nevelő anyának. Különféle állásokat vállalt, hogy segíteni tudjon az édesanyjának. (például Joellel sokáig egy fodrász szalonban az emberek haját mosták). Húszéves korában megváltoztatta a vezetéknevét az apja nevéről (Combs), az anyja leánykori nevére (Madden). Mint később elmondta, ezt azért tette, hogy a családját elhagyó apára semmi sem emlékeztesse.

## Good Charlotte
Benji és Joel 1996-ban egy Beastie Boys koncert hatására alapította meg zenekarát, bár addig egyikük sem játszott semmilyen hangszeren. Benji gitárórákat vett, Joel pedig énekelni tanult. Az ikrekhez csatlakozott néhány iskolatársuk, Paul Thomas (basszusgitár), Aaron Escolopio (dobok) és később Billy Martin (gitár), majd miután egy mesekönyv címét lekoppintva kitalálták nevüket, megtartották első koncertjüket a szomszéd pincéjében. Csak saját számokat játszottak, mert nem voltak elég képzettek ahhoz, hogy másokét el tudják játszani. Ezután felvették első demójukat és elküldték az alábbi üzenettel: „Mi vagyunk a Good Charlotte. Ha most leszerződtettek, sokkal olcsóbban ússzátok meg, mint várnátok.”
Bár nem kapkodtak utánuk a kiadók, ez nem vette el a kedvüket. Miután az ikrek 1997-ben leérettségiztek és az alkalomra anyjuktól kaptak egy repülőjegyet Kaliforniába, elzarándokoltak a 924 Gilman Street nevű klubba, ahonnan egykor nagy példaképük, a Green Day is indult. Visszatérve Annapolisba költöztek és alkalmi munkákból éltek, majd miután Can’t Go On című számukkal megnyertek egy helyi tehetségkutató versenyt, koncertezni kezdtek a Lit nevű bandával. 2000-ben megjelent a saját nevüket viselő első lemezük az Epicnél. A csapat egy évig megállás nélkül turnézott, melynek során eljutottak Ausztráliába és Új-Zélandra is.
Az MTV felfigyelt rájuk, és játszani kezdte a Little Things, Motivation Proclamation és Festival Song című számaikat. 2002 nyarán Benji és Joel házigazdái voltak a zenecsatorna All Things Rock show-jának. Ugyanebben az évben megjelent The Young and the Hopeless című lemezük, és a Lifestyles of the Rich and Famous valamint a The Anthem című slágereknek köszönhetően a fiúk már a világhír kapujában álltak. A lemez megjelenése előtt Aaron kilépett a csapatból, és helyére Chris Wilson került. Már az új felállásban, és már, mint a Blink-182 és a Sum 41 mellett a világ egyik leghíresebb pop-punk bandája, felléptek a Warped Touron, majd megállás nélkül turnézták végig a következő két évet. 2004-ben a The Chronicles of Life and Death lemezzel tértek vissza, melynek egyik legnagyobb slágere az I Just Wanna Live című szám volt. Májusban Chris Wilson egészségi problémák miatt kiszállt a zenekarból. Helyét jelenleg Dean Butterworth tölti be, aki eddig Morrisey csapatában volt.

## Más projektek
- Szerepelt Joellel együtt a Material Girlsben.
- Megalapította testvéreivel – Joellel és Joshsal – a saját ruhamárkáját a MADE Clothingot, majd 2006-ban ezt átkeresztelték DCMA Collective névre.

## Magánélete
Benji vegetáriánus és szigorúan ragaszkodik ehhez az életformához. A kaliforniai Glendale-ben él. Hatalmas gótikagyűjtő, amit egyszer az MTV Cribs műsorában be is mutatott. 
2014 májusában kezdett randevúzni Cameron Diaz színésznővel. Nem hivatalosan 2014 karácsonya előtt jegyezték el egymást, és 2015. január 5-én házasodtak össze egy, a zsidó vallási előírások szerinti szertartáson, Beverly Hills-i otthonukban. 2019. december 30-án született lányuk, Raddix Madden. 2024-ben megszületett a fiúk, Cardinal Madden.